# Klara Sonntag – Kleine Fische, große Fische
Kleine Fische, große Fische ist eine deutsche Filmkomödie von Oliver Schmitz zu einem Drehbuch von Sebastian Orlac aus dem Jahr 2021. Es handelt sich um den Pilotfilm der ARD-Reihe Klara Sonntag mit Mariele Millowitsch als Bewährungshelferin in der Titelrolle. Die deutsche Erstausstrahlung erfolgte am 23. April 2021 auf dem ARD-Sendeplatz „Endlich Freitag im Ersten“.

## Handlung
Bewährungshelferin Klara Sonntags Motto ist: „Jeder hat eine zweite Chance verdient.“ Die Anwendung dieser Regel fällt ihr bei ihrer neuen Chefin allerdings nicht ganz leicht, denn aufgrund einer Fehleinschätzung von Klara ist ein Verdächtiger geflohen und zur Strafe muss sie seit Tagen Akten sortieren, was ihr gar nicht gefällt.
Mit dem Richter Thomas Aschenbach hat sie seit 15 Jahren eine Affäre. Durch ihn kommt ihr die Betreuung einer Ex-Millionärin zu, die durch Betrügereien weiter ihr einstiges Lotterleben führt. Richter Aschenbach hat sie nur zu einer Bewährungsstrafe verurteilt, weil er hofft, dass die junge Frau durch Klara zur Vernunft gebracht werden kann und sie das Unrecht einsieht, das sie angerichtet hat. Sie hat nicht nur das Finanzamt durch die Insolvenzverschleppung betrogen, sondern auch den Angestellten ihrer Firma die Arbeitsgrundlage genommen. Klara empfindet es als ungerecht, dass Merle Scheffner nur eine Bewährungsstrafe bekommen hat, dennoch greift auch hier ihr Motto: „Jeder hat eine zweite Chance verdient,“ auch ein „großer Fisch“. Schon bei ihrem ersten Besuch bei Scheffner muss Klara feststellen, dass die Frau wenig Unrechtsbewusstsein hat. Um ihren Lebensstandard zu halten, hatte sie, im Vorfeld der drohenden Insolvenz, ihrer Haushälterin proforma den Familienwohnsitz überschrieben und auch eine Finanzielle Absicherung getroffen. So lebt sie in ihrer Villa wie vorher mit allem Luxus. Ihre 300 Sozialstunden, zu denen sie verurteilt wurde, will sie nicht antreten, da sie meint ohne eigenen Chauffeur nicht mehr mobil zu sein. Das lässt Klara als Begründung nicht gelten und bringt sie kurzerhand selbst zu ihrem neuen Arbeitsplatz: einem Wohnheim für Haftentlassene. Als ehemalige Geschäftsfrau, die sie immer noch zu spielen scheint und arrogant auf alle herabsieht, fühlt sie sich hier total fehl am Platz. Damit nicht genug, bekommt Klara von Schefflers Anwalt die Mitteilung, sie würde die Lebensführung seiner Mandantin unzumutbar beeinträchtigen. In der Folge geht Klara erst recht resolut mit Merle Scheffner um. Sie bringt ihr zum Beispiel ein Fahrrad vorbei, damit sie wieder „mobil“ ist und keine Ausrede hat ihre Bewährungsauflage (die Sozialstunden) einzuhalten. Da Klara nicht verlegen ist und Merle Scheffner immer wieder mit kleinen Aktionen überrascht, gelingt es ihr am Ende auch Merles raue Schale zu knacken. Im Gruppengespräch kommt zu Tage, dass sie als Kind entführt wurde und ihr Vater sich weigerte Lösegeld zu bezahlen, sodass Merle unnötig in ihrem „Gefängnis“ leiden musste. Ein Trauma, dass sie bis heute verfolgt. Somit hatte sie die Firma, die sie später von ihrem Vater geerbt hatte, bewusst, um sich an ihm zu rächen, in die Insolvenz getrieben. Für Klara erklärt sich nun das Verhalten von Merle und sie hofft, dass die junge Frau irgendwann begreift, das sie, durch ihr egoistisches Handeln, die Angestellten der Firme ebenso zu Opfern gemacht hat. Sie erklärt ihr, erst wenn sie mit den Opfern in Austausch tritt, könne sie lernen, mit ihrer eigenen Schuld zu leben.
Bei der Betreuung von Merle, die Klara immer wieder in das Wohnheim für Haftentlassene führt, lernt sie Rudi kennen, der als junger Mann einen Polizisten erschossen hatte. Er war fünfzig Jahre im Gefängnis und hat nun Probleme sich in der „freien“ Welt zurechtzufinden. Klara hilft ihm und hört ihm zu. Am Ende spricht sie mit ihm sogar über ihr eigenes Schicksal, denn ihre Mutter hatte sie einfach verlassen, was bei ihr bis heute eine Bindungsangst hinterlassen hat. Sie sollte auf einer Parkbank auf ihre Mutter warten, doch sie kam einfach nicht wieder. Da man sie an einem Sonntag von der Fürsorge in Obhut nahm, hat sie diesen Nachnamen bekommen. Eine unerwartete Geste von Rudi macht Klara plötzlich stutzig und sie lässt sich seine Akten geben, um über ihn zu recherchieren.
Merle beginnt allmählich Klara zu vertrauen und bittet sie sogar mit ihr zur Behörde zu gehen, um einen Antrag zu stellen. Bei der Gelegenheit erfährt Klara, dass Merle ihre 2000 Mitarbeiter monatelang ohne Sozialabgaben arbeiten ließ und sie somit massive Nachteile in ihrer Arbeitslosenzeit haben. Das erbost sie derart, dass sie Merles ehemalige Haushälterin dazu anstiftet doch endlich das Leben zu führen, was sie möchte und nicht was andere von ihr erwarten. Das tut sie dann tatsächlich und stellt umgehend ihre Dienstleistungen für Merle Scheffner ein. Mehr noch, sie nimmt die von Merle unterschlagenen Firmengelder (fünf Millionen Euro) an sich und verschwindet damit. Nun endgültig Mittellos muss Merle akzeptieren, dass sie ihr Leben grundlegend ändern muss.
Klaras Ahnung über Rudi wird zur Gewissheit, als sie eine handschriftliche Notiz von ihm findet. Er ist ihr Vater! Und so wie es aussieht, hat er gemeinsam mit Klaras Mutter eine Bank überfallen, weil er Schulden hatte und sie sich keinen anderen Rat wussten. Klaras Mutter kam dabei zu Tode und da man ihre Identität seinerzeit nicht kannte, wusste man auch nicht, dass ein kleines Kind auf einer Parkbank auf sie wartete. Rudi musste dann erst einmal untertauchen und seine spätere Suche nach Klara blieb erfolglos. Als er nun so plötzlich in Klaras Leben auftaucht, sieht sie sich außer Stande, entgegen ihrem Motto, eine Zweite Chance geben. Dafür will sie mit Thomas, dessen Angebote sie immer wieder ausgeschlagen hat, eine feste Beziehung eingehen.

## Hintergrund
Kleine Fische, große Fische wurde unter dem Arbeitstitel Frau Sonntag bewährt sich vom 2. September 2020 bis zum 2. Oktober 2020 in Köln und Umgebung gedreht. Produziert wurde der Film von der Gaumont GmbH.

## Rezeption

### Einschaltquote
Die deutsche Erstausstrahlung am 23. April 2021 im Ersten wurde von 4,64 Mio. Zuschauer gesehen, was einen Marktanteil von 14,9 Prozent entsprach.

### Kritik
Rainer Tittelbach von tittelbach.tv wertete: „In ihrer Rolle als Bewährungshelferin bedient Mariele Millowitsch einmal mehr das Bild der aufrechten, engagierten Frau im Dienst der Gesellschaft. Schlagfertig, spitzzüngig, patent, pragmatisch, eine Frau mitten im Leben, ebenso streng wie fürsorglich, aber nie penetrant gutmenschelnd und keineswegs immer politisch korrekt. Besonders angenehm […] ist, dass sie über die persönlichen Selbstfindungsgeschichten hinausgeht und ein Stück weit Moral und soziales Gewissen in den narrativen Fokus rückt. Die Tonlage ist ein Mix aus problemhaltigen Themen & Gute-Laune-Nummern, wie sie für Millowitsch, diese Volksschauspielerin im besten Sinne, typisch sind. Das Ernsthafte und das Komödiantische, das Schwere und das Leichte verbindet „Kleine Fische, große Fische“, so der Titel der Auftakt-Episode, auf launig-frische Weise. Dafür sorgt ein gut strukturiertes Drehbuch und die Regie vom Dramedy-Experten Oliver Schmitz.“
Bei der online-Plattform film-rezensionen.de kritisierte Oliver Armknecht: „Während die Figur bzw. die Darstellung derselben unterhaltsam ist und damit einiges für die anlaufende Reihe verspricht, ist Klara Sonntag: Kleine Fische, große Fische inhaltlich eine Enttäuschung. Ein Problem ist, dass man sich nicht so recht entscheiden konnte, welches Genre man aus dem Szenario macht. Der Film beginnt als Farce, wenn Sonntag einen doch recht verrückten Traum hat. Auch danach gibt es einige komische Szenen. Doch mit der Zeit wird das alles immer ernster, wenn traurige Schicksale und Vorgeschichten eingebaut werden. Ein bisschen geht das auch in Richtung Krimi, wenn die Bewährungshelferin plötzlich herumschnüffelt und Spuren nachgeht. Nichts davon wird jedoch konsequent verfolgt, weshalb der Film zu einem nicht identifizierbaren, wenig geschmackvollen Brei verkommt.“
Die Kritiker der Fernsehzeitschrift TV Spielfilm zeigten mit dem Daumen nach oben und vergaben für den Humor, Anspruch einen von drei möglichen Punkten, für Spannung zwei.